# Big Day
Big Day – polski zespół rockowy założony w Olsztynie w 1992. Jego nazwa pochodzi od piosenki brytyjskiej grupy XTC.
Muzyka grupy nawiązuje do stylistyki rocka lat 60. Jej znakiem firmowym są współbrzmiące ze sobą głosy małżeństwa-wokalistów: Ani Zalewskiej i Marcina Ciurapińskiego. Grupa zdobyła popularność w połowie lat 90., nagrywając takie przeboje, jak: W świetle i we mgle, Mój znak, Przestrzeń czy W dzień gorącego lata.
Zespół otrzymał nagrodę miesięcznika Tylko Rock za najlepszy debiut płytowy 1994 (W świetle i we mgle), był też nominowany do nagrody Fryderyk w kategorii Debiut roku.
Album Kalejdoskop wydany w 1995 zyskał status złotej płyty (w sumie sprzedano ponad 100 tys. egzemplarzy w roku wydania).

## Muzycy

### Obecny skład
- Anna Zalewska-Ciurapińska – wokal
- Marcin Ciurapiński – wokal, gitara basowa, produkcja muzyczna, autor tekstów
- Piotr Szymański – gitara
- Paweł Pająk – perkusja

### Byli członkowie
- Wojciech Olkowski – gitara
- Dawid Rakowski – gitara
- Damian Nowak – perkusja
- Michał Bagiński – gitara
- Marcin Stanczewski – gitara
- Zbigniew Chrzanowski – perkusja

## Dyskografia
| Tytuł                    | Dane dot. albumu                                            | Certyfikat         |
| ------------------------ | ----------------------------------------------------------- | ------------------ |
| W świetle i we mgle      | - Data: 6 grudnia 1993 - Wydawca: Izabelin Studio           |                    |
| Kalejdoskop              | - Data: 13 lutego 1995 - Wydawca: Izabelin Studio           | - POL: złota płyta |
| Dzień trzeci             | - Data: 20 maja 1996 - Wydawca: Izabelin Studio             |                    |
| Iluminacja               | - Data: 15 września 1997 - Wydawca: Izabelin Studio         |                    |
| To była bardzo długa noc | - Data: 8 lutego 1999 - Wydawca: Agencja Artystyczna MTJ    |                    |
| The Best of Big Day      | - Data: 22 listopada 2001 - Wydawca: Universal Music Polska |                    |
| 6                        | - Data: 2 lutego 2003 - Wydawca: Soliton                    |                    |
| Prawie proste piosenki   | - Data: 2 lutego 2008 - Wydawca: Agencja Artystyczna MTJ    |                    |
| Nasza fala               | - Data: 6 października 2012 - Wydawca: Fonografika          |                    |
| Na koniec gwiazd         | - Data: 15 września 2023 - Wydawca: Soliton                 |                    |

### Single
| „Mam ich wszystkich”          | 1993 | W świetle i we mgle      |
| „Mój znak”                    | 1993 | W świetle i we mgle      |
| „W świetle i we mgle”         | 1994 | W świetle i we mgle      |
| „Jestem jak wiatr”            | 1994 | W świetle i we mgle      |
| „Przestrzeń”                  | 1995 | Kalejdoskop              |
| „Gdy kiedyś znów zawołam Cię” | 1995 | Kalejdoskop              |
| „C-4”                         | 1995 | Kalejdoskop              |
| „Zostawić ślad”               | 1996 | Dzień trzeci             |
| „Inni”                        | 1996 | Dzień trzeci             |
| „W dzień gorącego lata”       | 1997 | Iluminacja               |
| „Ocsid”                       | 1997 | Iluminacja               |
| „A ty tylko”                  | 1998 | Iluminacja               |
| „Kochankowie”                 | 1999 | To była bardzo długa noc |
| „Może kiedyś”                 | 2000 | To była bardzo długa noc |
| „Jedyna taka noc”             | 2002 | 6                        |
| „Kto ciebie mógłby kochać”    | 2003 | 6                        |
| „Przez sen”                   | 2004 | 6                        |
| „Jedyny słodki problem”       | 2007 | Prawie proste piosenki   |
| „Czasami mam do Ciebie...”    | 2008 | Prawie proste piosenki   |
| „Jak ja mogę żyć bez Ciebie”  | 2008 | Prawie proste piosenki   |
| „Jeden dzień dalej”           | 2012 | Nasza fala               |
| „Nasza fala”                  | 2013 | Nasza fala               |
| „Nie mów mi jak”              | 2013 | Nasza fala               |
| „Kocham cię kolejny rok”      | 2023 | Na koniec gwiazd         |
| „Na koniec gwiazd”            | 2023 | Na koniec gwiazd         |
| "—" singel nie był notowany.  |      |                          |